# Białoruś na Letnich Igrzyskach Olimpijskich 2008
Białoruś na Letnich Igrzyskach Olimpijskich 2008 reprezentowało 177 zawodników (93 mężczyzn i 84 kobiety), którzy wystąpili w 22 dyscyplinach sportu. Był to czwarty występ Białorusi na letnich igrzyskach olimpijskich. 
Łącznie 211 sportowców z Białorusi uzyskało minimum kwalifikacyjne uprawniające do występu na letnich igrzyskach olimpijskich w Pekinie. Po dokonaniu wewnętrznej selekcji Białoruski Komitet Olimpijski zdecydował, iż w składzie ekipy znalazło się ostatecznie 177 sportowców, startujących w 22 dyscyplinach. Była to najliczniejsza reprezentacja tego kraju w historii występów na igrzyskach olimpijskich. Kapitanem reprezentacji mianowany został Iwan Cichan, trzykrotny mistrz świata w rzucie młotem. 18 lipca 2008 odbyła się oficjalna odprawa sportowców, którzy złożyli przysięgę olimpijską. Na uroczystości obecny był prezydent Alaksandr Łukaszenka.
Białorusini zdobyli łącznie 20 medali: 4 złote, 6 srebrnych i 10 brązowych. W wyniku kontroli antydopingowych prowadzonych po zakończeniu igrzysk zdyskwalifikowanych zostało sześcioro białoruskich medalistów: Aksana Miańkowa (złoto w rzucie młotem), Natalla Michniewicz (srebro w pchnięciu kulą), Andrej Rybakou (srebro w podnoszeniu ciężarów), Nastassia Nowikawa (brąz w podnoszeniu ciężarów), Natalla Michniewicz (brąz w pchnięciu kulą) i Andrej Michniewicz (brąz w pchnięciu kulą).

## Zdobyte medale
| Medal  | Zawodnik | Dyscyplina             | Konkurencja                     |
| ------ | --- | ---------------------- | ------------------------------- |
| Złoto  | Andrej Aramnau | podnoszenie ciężarów   | waga ciężka                     |
| Złoto  | Andrej Bahdanowicz, Alaksandr Bahdanowicz                                                                         | kajakarstwo            | K-2 1000 m                      |
| Złoto  | Raman Piatruszenka, Alaksiej Abałmasau, Artur Litwinczuk, Wadzim Machnieu                                         | kajakarstwo            | K-4 1000 m                      |
| Srebro | Wadzim Dziewiatouski                                                                                              | Lekkoatletyka          | rzut młotem mężczyzn            |
| Srebro | Andrej Krauczanka                                                                                                 | Lekkoatletyka          | dziesięciobój mężczyzn          |
| Srebro | Ina Żukawa | Gimnastyka artystyczna | wielobój indywidualnie mężczyzn |
| Srebro | Murad Hajdarau | Zapasy                 | styl wolny kat. 74 kg           |
| Brąz   | Iwan Cichan | Lekkoatletyka          | rzut młotem mężczyzn            |
| Brąz   | Wadzim Machnieu, Raman Piatruszenka                                                                               | kajakarstwo            | K-2 500 m                       |
| Brąz   | Anastasija Samusiewicz                                                                                            | Pięciobój nowoczesny   | kobiety                         |
| Brąz   | Alesia Babuszkina, Anastasija Iwankowa, Zinaida Łunina, Hłafira Marcinowicz, Ksienija Sankowicz, Alina Tumiłowicz | Gimnastyka artystyczna | układ zbiorowy                  |
| Brąz   | Kaciaryna Karsten                                                                                                 | Wioślarstwo            | jedynka kobiet                  |
| Brąz   | Julija Biczyk, Natalla Hielach                                                                                    | Wioślarstwo            | dwójka podwójna kobiet          |
| Brąz   | Michaił Siamionau                                                                                                 | Zapasy                 | styl klasyczny kat. 66 kg       |

## Skład kadry

### badminton
kobiety:
- Wolha Konan

### boks
- waga kogucia (51–54 kg): Chaważy Chacyhau
- waga półśrednia (64–69 kg): Mahamied Nurudzinau
- waga półciężka (75–81 kg): Ramazan Mahamiedau
- waga ciężka (81–91 kg): Wiktar Zujeu

### gimnastyka

#### gimnastyka artystyczna
kobiety:
- Nastassia Maraczkouska

mężczyźni:
- Alaksiej Ihnatowicz
- Dzmitryj Kaspiarowicz
- Ihar Kazłou
- Dzianis Sawienkou
- Dzmitryj Sawicki
- Alaksandr Carewicz

#### gimnastyka rytmiczna
- Lubou Czarkaszyna
- Ina Żukawa
- Alesia Babuszkina
- Anastasija Iwankowa
- Ksienija Sankowicz
- Zinaida Łunina
- Hłafira Marcinowicz
- Alina Tumiłowicz

#### skoki na trampolinie
kobiety:
- Tacciana Pietrienia

mężczyźni:
- Mikałaj Kazak

### jeździectwo
ujeżdżenie:
- Iryna Lis

Wszechstronny Konkurs Konia Wierzchowego:
- Wiaczasłau Poyto
- Alena Cieliapuszkina

### judo
mężczyźni:
- Andrej Kazusienok
- Juryj Rybak
- Kanstancin Siemionau
- Siarhiej Szundzikau

### kajakarstwo
mężczyźni:
- Alaksandr Bahdanowicz
- Andrej Bahdanowicz
- Wadzim Machnieu
- Raman Piatruszenka
- Alaksandr Żukouski
- Alaksiej Abałmasau
- Artur Litwinczuk

### kolarstwo
kobiety:
- Natalla Cylinska

mężczyźni:
- Wasil Kiryjenka
- Alaksandr Kuczynski
- Kanstancin Siucou
- Alaksandr Usau

### koszykówka
Kobiety:
- Natalla Anufryjenka
- Wiktoryia Haspier
- Maryna Kres
- Jelena Leuczanka
- Tacciana Lichtarowicz
- Natalla Marczanka
- Wolha Masilonienie
- Wolha Padabied
- Kaciarina Snycina
- Natalija Trafimawa
- Tatjana Troina
- Anastasija Wieramiejenka

### lekkoatletyka
mężczyźni
- Andrej Hardziejeu – maraton
- Maksim Łynsza – 110 m przez płotki
- Dzmitryj Płatnicki – trójskok
- Andrej Michniewicz – pchnięcie kulą DSQ
- Pawieł Łyżyn – pchnięcie kulą
- Juryj Białou – pchnięcie kulą
- Dzmitryj Siwakou – rzut dyskiem
- Iwan Cichan – rzut młotem
- Wadzim Dziewiatouski – rzut młotem
- Waleryj Swiatocha – rzut młotem
- Uładzimir Kazłou – rzut oszczepem
- Andrej Krauczanka – dziesięciobój
- Alaksandr Parchomienka – dziesięciobój
- Mikałaj Szubianok – dziesięciobój
- Iwan Trocki – chód na 20 kilometrów
- Siarhiej Czarnou – chód na 20 kilometrów
- Dzianis Simanowicz – chód na 20 kilometrów
- Andrej Sciepanczuk – chód na 50 kilometrów

kobiety
- Julija Nieściarenka – 100 m, 4x100 m
- Hanna Bahdanowicz – 4x100 m
- Aksana Drahun – 4x100 m
- Nastassia Szulak – 4x100 m
- Jauhienija Waładźko – 4x100 m
- Wolha Ostaszka – 4x100 m
- Iłona Usowicz – 400 m, 4x400m
- Swiatłana Usowicz – 4x400m, 800 m
- Hanna Kazak – 4x400m
- Julijana Juszczanka – 4x400m
- Iryna Chlustawa – 4x400m
- Kaciaryna Bobryk – 4x400m
- Wolha Kraucowa – 5000 m
- Kaciaryna Papłauska – 100 m przez płotki
- Wolha Siarhiejenka – skok w dal
- Iryna Czarnuszenka-Stasiuk – skok w dal
- Ksienija Pryjemka – trójskok
- Nadzieja Astapczuk – pchnięcie kulą DSQ
- Natalla Michniewicz – pchnięcie kulą DSQ
- Janina Karolczyk-Prawalinska – pchnięcie kulą
- Iryna Jatczanka – rzut dyskiem
- Elina Zwierawa – rzut dyskiem
- Hanna Mazhunowa – rzut dyskiem
- Natallia Szymczuk – rzut oszczepem
- Maryna Nowik – rzut oszczepem
- Aksana Miańkowa – rzut młotem DSQ
- Darja Pczelnik – rzut młotem
- Maryja Smalaczkowa – rzut młotem
- Jana Maksimawa – siedmiobój
- Ryta Turawa – chód na 20 kilometrów
- Alena Hińko – chód na 20 kilometrów
- Sniażana Jurczanka – chód na 20 kilometrów

### łucznictwo
rywalizacja indywidualna kobiet:
- Kaciarina Muluk

rywalizacja indywidualna mężczyzn:
- Maksim Kunda

### pięciobój nowoczesny
kobiety:
- Anastasija Samusiewicz
- Anna Archipienka

mężczyźni:
- Dzmitryj Mielach
- Jahor Łapo

### pływanie
kobiety:
- Alaksandra Hierasimienia
- Swiatłana Chachłowa
- Maryja Praświruna
- Julija Chitra
- Ina Kapiszyna

mężczyźni:
- Jauhienij Łazuka
- Stanisłau Niewiarouski
- Andrej Radzionau
- Pawieł Sankowicz
- Wiktar Wabiszczewicz

### pływanie synchroniczne
duet:
- Kaciaryna Kulpo
- Nastassia Parfionawa

### podnoszenie ciężarów
kobiety:
- kategoria do 53 kg: Nastassia Nowikawa
- kategoria do 69 kg: Hanna Baciuszka
- kategoria do 75 kg: Iryna Kulesza, Julija Nawakowicz

mężczyźni:
- kategoria do 56 kg: Witalij Dzierbianiou
- kategoria do 62 kg: Hienadzij Machwiejenia
- kategoria do 77 kg: Siarhiej Łahun
- kategoria do 85 kg: Andrej Rybakou DSQ, Wadzim Stralcou
- kategoria do 105 kg: Andrej Aramnau

### skoki do wody
kobiety:
- Darja Romienska

mężczyźni:
- Wadzim Kaptur
- Siarhiej Kuczmasou
- Alaksandr Warłamau

### strzelectwo
kobiety:
- Wiktoryja Czajka
- Żanna Szapialewicz

mężczyźni:
- Witalij Bubnowicz
- Juryj Dauhapołau
- Piotr Litwińczuk
- Kanstancin Łukaszyk
- Siarhiej Martynau

### szermierka
mężczyźni:
- Alaksandr Bujkiewicz
- Dzmitryj Łapkies
- Waleryj Pryjomka

### tenis
kobiety:
- singel: Wiktoryja Azaranka [12], Wolha Hawarcowa
- debel : Wiktoryja Azaranka/Tacciana Puczak [6], Wolha Hawarcowa/Darja Kustawa

mężczyźni:
- Maks Mirny

### tenis stołowy
kobiety:
- Tacciana Kostromina
- Weronika Pawłowicz
- Wiktoria Pawłowicz

mężczyźni:
- Uładzimir Samsonau

### wioślarstwo
kobiety:
- Julija Biczyk, Natalla Hielach  – dwójka bez sternika
- Kaciaryna Karsten  – jedynka

mężczyźni:
- Andrej Dziemjanienka
- Alaksandr Kazubouski
- Kirył Lemiaszkiewicz
- Dzianis Mihal
- Jauhien Nosau
- Alaksandr Nowikau
- Waleryj Radziewicz
- Stanisłau Szczarbaczenia
- Pawieł Szurmiej
- Dzianis Surawiec

### zapasy
kobiety:
- Alena Filipawa
- Wolha Chilko

mężczyźni:
- Albiert Batyrow
- Jurij Dubinin
- Rizwan Gadżyjew
- Murad Hajdarau
- Aleh Michałowicz
- Michaił Siamionau

### żeglarstwo
kobiety:
- Tacciana Drazdouska

mężczyźni:
- Siarhiej Dziesiukiewicz
- Pawał Łohunow
- Mikałaj Źukawiec